# Héctor Bidonde
Héctor Pastor Bidonde (La Plata, 2 de marzo de 1937-Buenos Aires, 19 de enero de 2024) fue un primer actor, director y profesor de teatro y político argentino. Además de participar en numerosas obras de teatro trabajó en varias series de televisión y en películas, comenzando en 1978 con su actuación en La rabona, dirigida por Mario David. La última película en la que participó fue Después del final, dirigida por Pablo César, la cual se filmó poco antes de su fallecimiento y se encuentra próxima a estrenarse.
También realizó actividad política, llegando a ser legislador de la Ciudad de Buenos Aires.
Estuvo casado con la actriz Norma Ibarra, con quien tuvo una hija llamada Laura que falleció a la temprana edad de 16 años. Posteriormente convivió con la actriz Virginia Ballesteros, con quien tuvo una hija llamada Agustina.

## Sus inicios
Bidonde nació en la calle 20 ente 51 y 53 de La Plata cerca del ex Regimiento 7 de Infantería. Su padre era camarero y le gustaba mucho escuchar ópera. Sobre sus padres dice Bidonde:

«Yo tenía un profundo resentimiento social. Único hijo, mi madre murió cuando yo era muy pequeño, un padre muy mezquino en todo sentido, no solo en lo económico sino también en lo afectivo y lo intelectual, con el que nos desentendimos muchísimo y hasta en alguna oportunidad llegamos a las trompadas.»
Héctor Bidonde

Hacia 1954, Bidonde era tornero y trabajaba en metalurgia cuando en la ciudad de La Plata vio en el diario un anuncio pidiendo actores para una obra que se llamaba Amarretes de Carlos P. Cabral, se presentó a dar una prueba y lo tomaron para un personaje.
Cuando se le preguntó, años después, por qué se había metido en la actuación, reflexionó:

«...por razones en general muy mezquinas y muy pobres en algún sentido. Yo sentía que me faltaba algo: me faltaba subir de clase social, me faltaba sentirme un tipo con una identidad. Yo pensaba que pertenecer a la clase media, que estar vestido de cierta manera, que ganar determinada suma de dinero, me iba a proporcionar cierto nivel de gratificación. Pensaba que siendo actor iba a poder ser parte de esa clase media y tendría algo de lo que mis amigos y familiares iban a estar orgullosos. Pero rápidamente me di cuenta de que por ahí no iba la cosa.»

Después se anotó en un conservatorio provincial de arte dramático que funcionaba en el viejo Teatro Argentino, en 1964 y 1965 estuvo en la Comedia de la Provincia de Buenos Aires, posteriormente siguió estudiando, actuando y, más adelante, también enseñando.

## Su visión del teatro
Para Bidonde el hombre tenía tres caminos de conocimiento: el arte la ciencia y la vida cotidiana, pero como ahora la vida dejó de ser un instrumento de conocimiento por su automatismo y enajenación, solamente quedan el arte y la ciencia. Sobre lo que como profesor de teatro intentó lograr de cada alumno diciendo:

«Cada alumno pueda tener una mirada distinta a la que tenía cuando empezó, que encuentre lo que viene a buscar. En principio una voz o una palabra que acompañe y coordine su energía para lograr su objetivo. Lograr que uno tenga la posibilidad para estar dentro y fuera de las cosas, que no este sumido en una mirada enajenada donde no se tiene una visión clara y una apreciación acabada de la relación de uno mismo con el otro, con el mundo y con uno mismo. Y si bien los alumnos llegan con una fantasía de nutrirse de un conjunto de técnicas que le permitan a uno desarrollar capacidades miméticas, imaginativas, un fortalecimiento físico y ciertas técnicas que le permitan poder realizar un determinado rol en una obra de teatro o un programa de televisión, en realidad lo hacen para que ellos mismos sean sujetos y objetos de la observación, que se estudien a ellos mismos. El actor se estudia a sí mismo, ve cómo reacciona, cómo se mueve, si está tenso, si maneja su cuerpo y demás cosas. Así uno descubre cosas que tiene que mejorar, otras que cambiar, algunas que reforzar y otras que están bien.»

## Actividad artística
Participó en casi treinta filmes entre los cuales se destacaron Momentos de María Luisa Bemberg, Perros de la noche de Teo Koffman, La Noche de los Lápices y No habrá más penas ni olvido, ambas de Héctor Olivera y A cada lado de Hugo Grosso.
También trabajó en televisión en las series Dios se lo pague, Compromiso, Estado civil, Zona de riesgo, Hombre de mar, Gasoleros, Alta comedia, Culpables, Los simuladores y El hombre que volvió de la muerte, entre otros.
Algunas de las obras de teatro en las que actuó fueron El contrabajo, Sonata otoñal, Hombre y superhombre, La gaviota, El gran deschave y Canciones maliciosas.
Por su trabajo en esta última fue galardonado con el Premio María Guerrero en el rubro «mejor actor» y por su participación en Sonata otoñal recibió en 2002 del premio ACE como mejor actor de reparto en drama.

## Actividad docente
En sus inicios estudió en el Conservatorio Provincial de Arte Dramático (en el Teatro Argentino de La Plata), donde tuvo entre otros profesores a Pilar de la Vega, luego fue alumno de Agustín Alezzo y Augusto Fernandes.
Por muchos años ejerció la docencia, primero en su viejo taller de la calle Maipú 484 primer piso 104, CABA y luego desde 1997 hasta su muerte en el Paternal Teatro, en la calle Nicolás Repetto 1556 de la misma ciudad.
En su taller han cursado muchos actores como
- Ximena Acha
- Hector Alba,
- Fito Allende,
- Jorgelina Aruzzi,
- Glenda Fursyfer,
- Marian Laterza,
- Javier Lejwa,
- Pablo Lizaso,
- Rodolfo Núñez,
- Diego Olivera,
- Federico Olivera,
- Damián Ramil,
- Leonardo Sbaraglia,
- Judith Schmorak,
- Carlos Scornik,
- Iris Selasco,
- Pablo Vascello,
- Fabián Vena.

Han surgido de su taller actores como
- Lisandro Díaz,
- Cintia Gómez,
- Ana María Luaces,
- Juan Martínez,
- Julia Michelón,
- Fernán Mirás,
- Charly Nieto,
- Carmen Oviedo,
- Laura Pagés,
- Daniel Rivera,
- Victor Urtiaga,
- Jorge Waldhorn.

## Actividad política
En 1957 se acercó al grupo Palabra Obrera ―que dirigía Nahuel Moreno― y que luego fue el PST (Partido Socialista de los Trabajadores).
En 2003 fue elegido legislador de la ciudad con mandato por cuatro años por el partido Autodeterminación y Libertad orientado por Luis Zamora pero luego de tres años se separó y pasó a integrar con otros legisladores el llamado Bloque del Sur. En 2007 fue candidato a subjefe de gobierno y a senador nacional por la ciudad de Buenos Aires por la alianza Movimiento Socialista de los Trabajadores - Nueva Izquierda.

## Obras en las que actuó
- El rehén de Brendan Behan (1967) dir. David Stivel.
- La leyenda de Pedro -Peer Gynt- de Henrik Ibsen (1971) dir. Augusto Fernandes
- El pupilo quiere ser tutor de Peter Handke (1974) dir. Lito Cruz
- El gran deschave de Sergio De Cecco y Armando Chulak (1975/77) dir. Carlos Gandolfo
- Drácula de Hamilton Deane y John Balderston (1979) dir. Sergio Renán
- Mary Barnes de David Edgard dir. Agustín Alezzo
- Cuba y su pequeño Teddy de Wright Reinaldo Povod (1987) junto a Fernán Mirás dir. Lito Cruz
- Fausto de Goethe (1988) dir. Augusto Fernandes
- Pessoa a Persona de Fernando Pessoa dir. Helena Tritek
- El diablo y Dios de Jean-Paul Sartre (1989) dir. Manuel Iedbavni
- El bizco de Marta de Gracia (1992) dir. Rubens Correa
- Límites (1992) junto a Elena Tasisto, Deborah Bianco y Daniel Rivera dir. Franklin Caicedo
- Corrupción en el Palacio de Justicia de Ugo Betti (1993) dir. Omar Grasso
- Antes del retiro de Thomas Bernhard (1994) dir. Laura Yusem
- Verde Oliva de Norman Briski (1995) junto a Norman Briski, Judith Wainer y Cintia Gómez dir. Carlos Moreno
- El Organito de Enrique Santos y Armando Discépolo (1995) dir. Hugo Urquijo
- Babilonia de Armando Discépolo (1995) dir. Villanueva Cosse
- La gaviota de Antón Chéjov (1996) dir. Augusto Fernandes
- El relámpago de August Strindberg (1996) dir. Augusto Fernandes
- Ha llegado un inspector (1998) de J. B. Priestley dir. Sergio Renán
- Canciones maliciosas de Jon Marans (2000) dir. Manuel Iedvabni
- Hombre y superhombre de George Bernard Shaw (2001) dir. Norma Aleandro
- El contrabajo de Patrick Süskind (1988/89, 1992/94/99, 2002 y 2013) dir. Rubén Schumacher, Jorge Alberto Gómez
- Sonata otoñal de Ingmar Bergman (2002) dir. Juan Carlos Plaza
- Olivo autor y director Monina Bonelli
- La china de Sergio Bizzio y Daniel Guebel (voz en off)
- Tres hermanas de Antón Chéjov (2002) dir. Marcelo Moncarz
- La profesión de la Señora Warren de Bernard Shaw (2002) dir. Agustín Alezzo
- Mujeres soñaron caballos (2003) autor y director Daniel Veronese
- Un hombre torcido de Richard Kalinoski (2008) dir. Manuel Iedvabni
- Un informe sobre la banalidad del amor de Mario Diament (2009/10) dir. Manuel Iedvabni
- Ten Piedad de Mí (2009) autor y director Bea Odoriz
- Medea de Eurípides (2009/10) dir. Pompeyo Audivert
- El ahorcado, historia de una pasión de Stela Camilletti (2010) dir. Andrés Bazzalo
- Hamlet de William Shakespeare (2010) dir. Manuel Iedvabni
- Spaghetti de Mariano Cossa y Gabriel Pasquini (2011) dir. Rubens Correa

## Obras que dirigió
- Don Chicho de Alberto Novión (1987)
- Extraño juguete de Susana Torres Molina (2002)
- El inspector de Nikolái Gógol (2009)

## Filmografía
- La isla (1979) (dir. Alejandro Doria)
- La rabona (1979) (dir. Mario David)
- Contragolpe (1979) (dir.Alejandro Doria)
- Tiro al aire (1980) (dir. Mario Sabato)
- Mis días con Verónica (1980) (dir. Néstor Lescovich)
- El hombre del subsuelo (1981) (dir. Nicolás Sarquis)
- Los crápulas (1981) (dir. Jorge Pantano)
- Momentos (1981) (dir. María Luisa Bemberg)
- No habrá más penas ni olvido (1983) (dir. Héctor Olivera)
- El desquite (1983) (dir. Juan Carlos Desanzo)
- El poder de la censura (1983) (dir. Emilio Vieyra)
- La muerte de Sebastián Arache y su pobre entierro (1983) (dir. Nicolás Sarquis)
- La espera (1983) (dir. Fabián Bielinsky)
- Otra esperanza (1984) (dir. Mercedes Frutos)
- La cruz invertida (1985) (dir. Mario David)
- Luna caliente (1985) (dir. Roberto Denis)
- El sol en botellitas (1985) (dir. Edmund Valladares)
- La Noche de los Lápices (1986) (dir. Héctor Olivera)
- Perros de la noche (1986) (dir. Ted Hofman)
- Otra historia de amor (1986) (dir. Américo Ortiz de Zárate)
- Sobredosis (1986) (dir. Fernando Ayala)
- Caminos del maíz (1988) (dir. Miguel Mirra y Julia Vargas)
- Con la misma bronca (1988) (dir. Mario David)
- Nosotros (1993) (dir. Rodrigo Moreno)
- Alma mía (1999) (dir. Daniel Barone)
- Gallito ciego (2001) (dir. Santiago Carlos Owes)
- A cada lado (2005) (dir. Hugo Grosso)
- Chile 672 (2006) (dir. Padre Silva)
- Aparecidos (2007) (dir. Daniel Lerhmann)
- Domingo de ramos (2012) (dir. José Glusman)
- Subte - Polska (2016)
- Yo nena, yo princesa (2021)
- Puan (2023) (dir. María Alché y Benjamín Naishtat)
- Después del final (a estrenar) (dir. Pablo César)

## Televisión
- El solitario (1980) Miniserie.
- Hombres en pugna (1980) Especiales de ATC.
- Dios se lo pague (1981) Telenovela.
- Nosotros y los miedos (1982) Serie unitaria.
- Compromiso (1983) Serie unitaria.
- Alguien como usted (1984) Serie.
- Tiempo cumplido (1987) Serie.
- El prontuario del Señor K (1987) Especiales de ATC.
- Atreverse (1990) Serie unitaria.
- Estado civil (1990) Serie unitaria.
- La banda del Golden Rocket Un episodio (1992)
- Zona de riesgo (1993) Serie unitaria.
- Germán y Patricia (1995) "Alta comedia" Un episodio "
- Hombre de mar (1997) Serie.
- Gasoleros (1998-1999) Serie.
- Culpables (2001) Serie unitaria.
- Los simuladores (2002) - Serie (capítulo: El pequeño problema del gran hombre)
- 1000 millones (2002) Serie.
- El hombre que volvió de la muerte (2007) Miniserie.
- Tratame bien (2009) Serie unitaria.
- Dromo (2009) Miniserie.
- Gigantes (2011) Miniserie.
- Víndica (2011) Miniserie.
- Ruta misteriosa (2012) Miniserie.
- La misión (2014-2015) serie.
- Signos (2015) miniserie.
- Por amarte así (2016) telenovela.
- Campanas en la noche (2019) telenovela.